# Tadeusz Rut
Tadeusz Rut (Polonia, 11 de octubre de 1931-21 de marzo de 2002) fue un atleta polaco, especializado en la prueba de lanzamiento de martillo en la que llegó a ser medallista de bronce olímpico en 1960.

## Carrera deportiva
En los JJ. OO. de Roma 1960 ganó la medalla de bronce en el lanzamiento de martillo, con una marca de 65.64 metros, siendo superado por el soviético Vasili Rudenkov que con 67.10 metros batió el récord olímpico, y por el húngaro Gyula Zsivótzky (plata con 65.79 m).